# Осечено
Осечено (бел. Асечана) — деревня в Октябрьском сельсовете Крупского района Минской области. Расположена в 38 километрах на северо-восток от Крупок и отдалена от Минска на 160 километров. Со всех сторон деревня окружена лесом.

## История
Поселение известно в Оршанском повете Великого княжества Литовского с XVI века. Принадлежало князю Богдану Фёдоровичу Одинцевичу. В 1790 году — фольварок в Черейском графстве, владение Сапегов. После второго раздела Речи Посполитой селение принадлежало Милошам. В 1880 году здесь действовал винокуренный завод. В начале XX века поселение находилось в составе Черейской волости Сенненского уезда Могилёвской губернии. В 1919 году в Осечено была открыта начальная школа. В 1930-е годы сельчане объединились в колхоз «Путиловец». Во время Великой Отечественной войны с конца июня 1941 года до 28 июня 1944 года деревня была оккупирована немецкими войсками. На войне погибло 35 местных жителей: 28 человек на фронте и 7 в партизанской борьбе. В 1944 году немецкими войсками деревня была частично сожжена (40 дворов) и было уничтожено 15 мирных жителей. После войны Осечено отстроено заново. Деревня относилась к колхозу «Большевик», с 1960 года в совхозе «40 лет Октября». Здесь работала начальная школа. В 1959 году население составляло 232 жителя. В 1998 году население — 47 жителей, деревня относилась к колхозу «Косеничи». 28 мая 2013 года был упразднён Обчугский сельсовет в который входило Осечено, все населённые пункты были переданы в Октябрьский сельсовет.

## Известные уроженцы
В Осечено родилась Екатерина Карстен (в девичестве Ходотович) — гребчиха, двукратная олимпийская чемпионка (1996, 2000), 6-кратная чемпионка мира (1997, 1999, 2005—2007, 2009).